# 比利基 (切爾尼希夫區)
51°1′1″N 30°54′51″E / 51.01694°N 30.91417°E
比利基（烏克蘭語：Білики），是烏克蘭北部切爾尼希夫州切爾尼希夫區奥斯泰尔市镇的村庄。始建於1560年，面積0.89平方公里，海拔高度115米，2001年人口317，人口密度每平方公里354.59人。